# تمييز إحصائي
التمييز الإحصائي هو نظرية في عدم المساواة بين المجموعات الديموجرافية على أساس الصور النمطية عنها والتي لا تنشأ من التحيز العرقي أو الجنسي، وإنما تنشأ عن منظور عقلاني إذ يستخدم صناع القرار السمات العامة للمجموعة التي ينتمي إليها الفرد لتقييم سمات الفرد بدلا من قياس سمات الفرد مباشرة. فعلى سبيل المثال: إذا أدرك صاحب العمل أن المجموعة أفضل من المجموعة ب في مهارات العمل في المتوسط، فإنه في حال تعذر التحقق من مهارات العمل عند الأفراد بسبب عدم وجود طريقة للتقييم أو في حال التكلفة العالية لذلك، فإن صاحب العمل يمكن أن يختار عامل من المجموعة بدلا من المجموعة، على الرغم من أن العامل من المجموعة قد يكون يمتلك مهارات عمل أفضل.

## ظهور المصطلح
تم تقديم مصطلح التمييز الإحصائي لأول مرة بواسطة الاقتصاديين إدموند فلبس وكينيث أرو في مقالات أكاديمية نشرت عام 1972 و1973. تفترض النظرية أنه عند غياب المعلومات المباشرة عن سمة معينة، فإن صانع القرار يمكن أن يلجأ في قراره لاستخدام التقديرات الإحصائية بدلا من القيمة الحقيقية المباشرة والتي لا يعلمها. فعلى سبيل المثال، التمييز في سوق العمل قد يحدث لأن صاحب العمل لا يعلم على وجه التحديد مهارات العمال، فيلجأ للاعتماد على السمات الظاهرة في قراره في التشغيل، مثل انتماء العامل لمجموعة عرقية أو دينية أو اجتماعية أو جنسانية معينة مما يعتقد صاحب العمل، بشكل موضوعي أو غير موضوعي، أن لهذا الانتماء ارتباط مع مهارات العامل.
قد يؤدي التمييز الإحصائي إلي حلقة مفرغة تقوي نفسها مع الوقت، طالما أن الفرد الذي يتم التمييز ضده سوف تقل فرصته من المشارك في السوق، وسوف يفقد الفرصة في المحافظة أو الارتقاء بمهاراته مقارنة بالفرد الذي ينتمي للمجموعة التي يتم التمييز لصالحها.

## أنواع التمييز
يختلف التمييز الإحصائي عن أنواع التمييز القائمة على الكراهية أو الانحياز التفضيلي مثل التمييز العرقي والتمييز الديني والتمييز الجنساني، في أن قرار التمييز هنا هو قرار عقلاني، أي أن هدفه هو تعظيم الفائدة وتفادي الخسارة، وليس نابعا من الإحجاف أو الظلم.

## أمثلة لتوضيح المفهوم
- ·تاريخيا، يعتبر ارتباط النساء بسوق العمل أضعف من الرجال، لالتزامهم بشكل مباشر بتنشئة الأطفال، على عكس الرجال. عند تقييم صاحب العمل للعاملين بدون الالتفات لسماتهم الفردية أي مهاراتهم المتطلبة لإنجاز العمل بكفاءة، فإن صاحب العمل قد يفضل تشغيل الذكور عن الإناث، لأنه يتوقع بالطرق الإحصائية الاحتمالية ارتباط الرجل بشكل أقوى بالوظيفة، وبالتالي احتمالية أكبر للاستمرارية في الوظيفة، وبالتالي ربحية أكبر.
- ·قد يميل رجال شرطة المرور إلى تفتيش السيارات التي يقودها أشخاص من الأقليات العرقية أو من انتماءات دينية معينة. على الرغم من أن هذا السلوك غير عادل، فإن هذا السلوك قد لا يكون نتيجة تحامل وإحجاف إذا كان رجل المرور يفعل ذلك بناء على اعتقاد (من الممكن أن يكون اعتقادا غير موضوعي) بأن الأقليات أكثر تورطا في الأنشطة الإجرامية، أو بأن أصحاب الانتماء الديني المعين أكثر تورطا في أعمال إرهابية، وهو يستخدم هذا الاعتقاد لزيادة احتمالية توقيف المخالفين للقانون في ظل محدودية وقت العمل.

تتشارك كل الأمثلة السابقة في أن صانع القرار:
1. يعمل على تعظيم الفائدة من خلال الاستخدام الأمثل للمعلومات المتاحة.
2. لديه معلومات غير كاملة عن سمات الفرد المتعلقة مباشرة بالموضوع ذي الصلة.
3. لديه اعتقادات متباينة بخصوص القيمة المتوسطة للمتغيرات ذات الصلة عبر المجموعات المختلفة، ومثل هذه الاعتقادات يمكن تفسيرها بأنها صورنمطية.[1]